# Tomás Noguera Belenguer

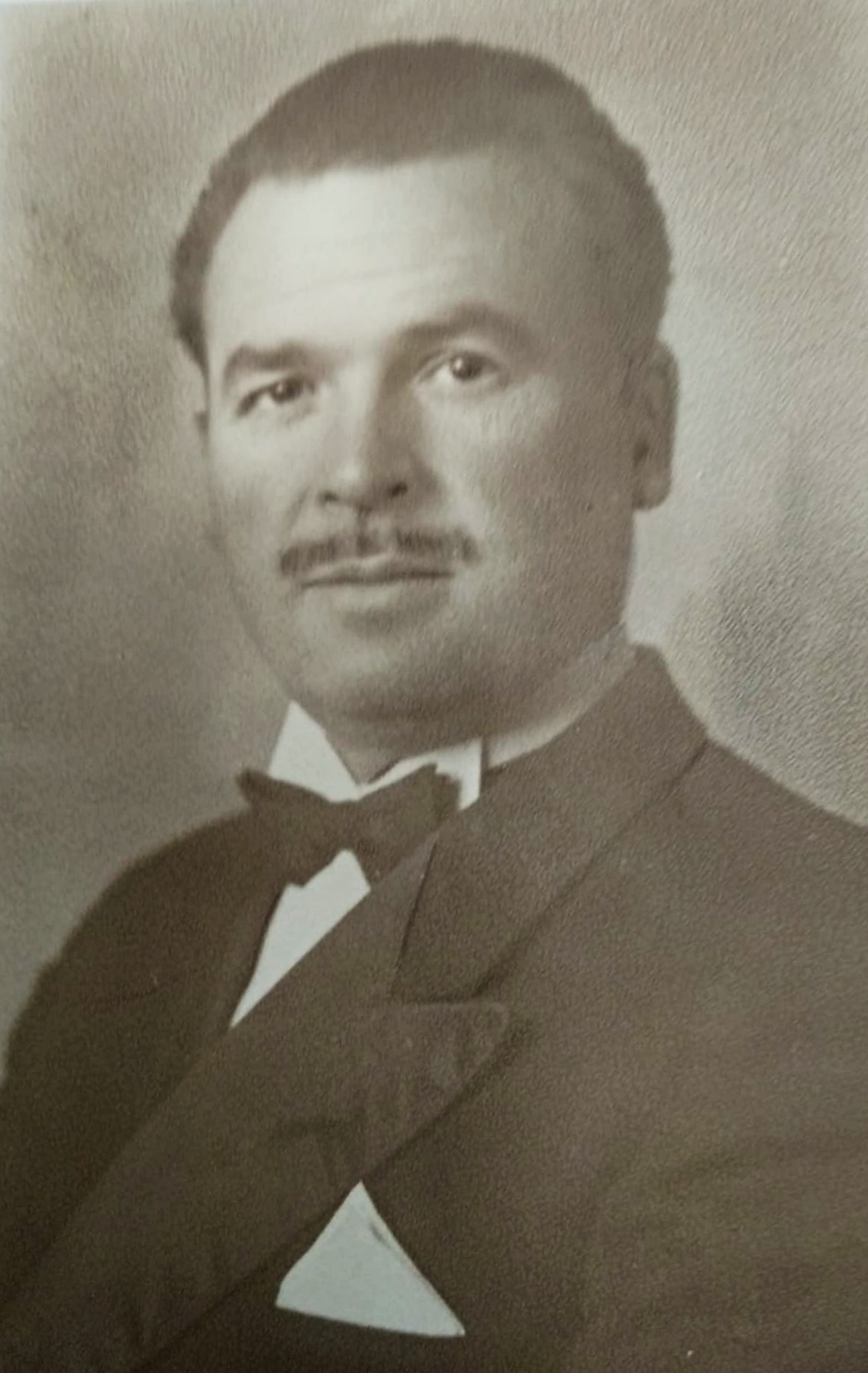
Tomás Noguera Belenguer

Tomás Noguera Belenguer. Nacido en El Cabañal, en Valencia en 1904 y fallecido en Madrid en 1960. Fue un escultor e imaginero español especializado en Arte sacro.

## Biografía
Nació en 1904 en el barrio de El Cabañal (Valencia), cursando sus estudios en la Escuela de Bellas Artes de San Carlos de su ciudad natal. En un principio desarrolló su labor artística en el taller de escultura de la calle Caballeros, de Valencia. 
Se trasladó después a Madrid, donde trabajó para la empresa de arte sacro “Santarrufina”, aunque Noguera lo hacía de forma externa y con total libertad de creación. Posteriormente se dedicó a trabajar de forma individual en su propio taller, situado en la calle de la Virgen del barrio del Puente de Vallecas, de Madrid. 
Tomás Noguera Belenguer tiene una amplia producción artística, repartida, no sólo por varias provincias de la geografía española, sino también en el extranjero. No sólo trabajó la imaginería, pues también hizo retablos, tronos y otros enseres propios del arte sacro. Falleció en Madrid en 1960.

## Obras

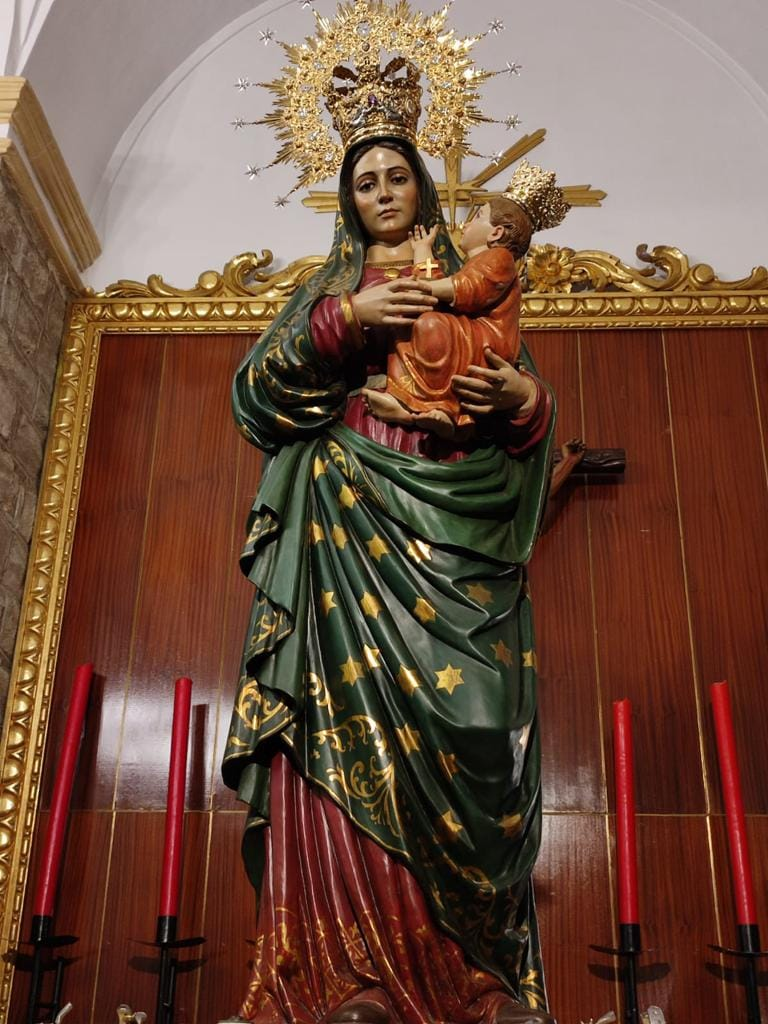
Virgen de la Estrella (Sabiote, Jaén)

- Virgen del Carmen. Parroquia de san Ramón Nonato. Puente de Vallecas (Madrid).
- Virgen del Carmen. Parroquia de santa María del Monte Carmelo (Madrid).
- Sagrado Corazón de María. Parroquia de la Santa Cruz (Madrid).
- Virgen de la Estrella. Sabiote (Jaén).
- Virgen de las Angustias. Bullas (Murcia).
- Jesús Nazareno. Toro (Zamora).
- Cristo Yacente. Colegiata de santa María la Mayor. Toro (Zamora).
- Paso de la Samaritana. Liétor (Albacete).
- Siete Dolores de Nuestra Señora. Parroquia de santa María. Sinéu (Mallorca).
- San Bartolomé Apóstol. Pretel (Alicante).
- Virgen de los Dolores. Parroquia de Nuestra Señora de la Concepción. Granja de Torrehermosa (Badajoz).

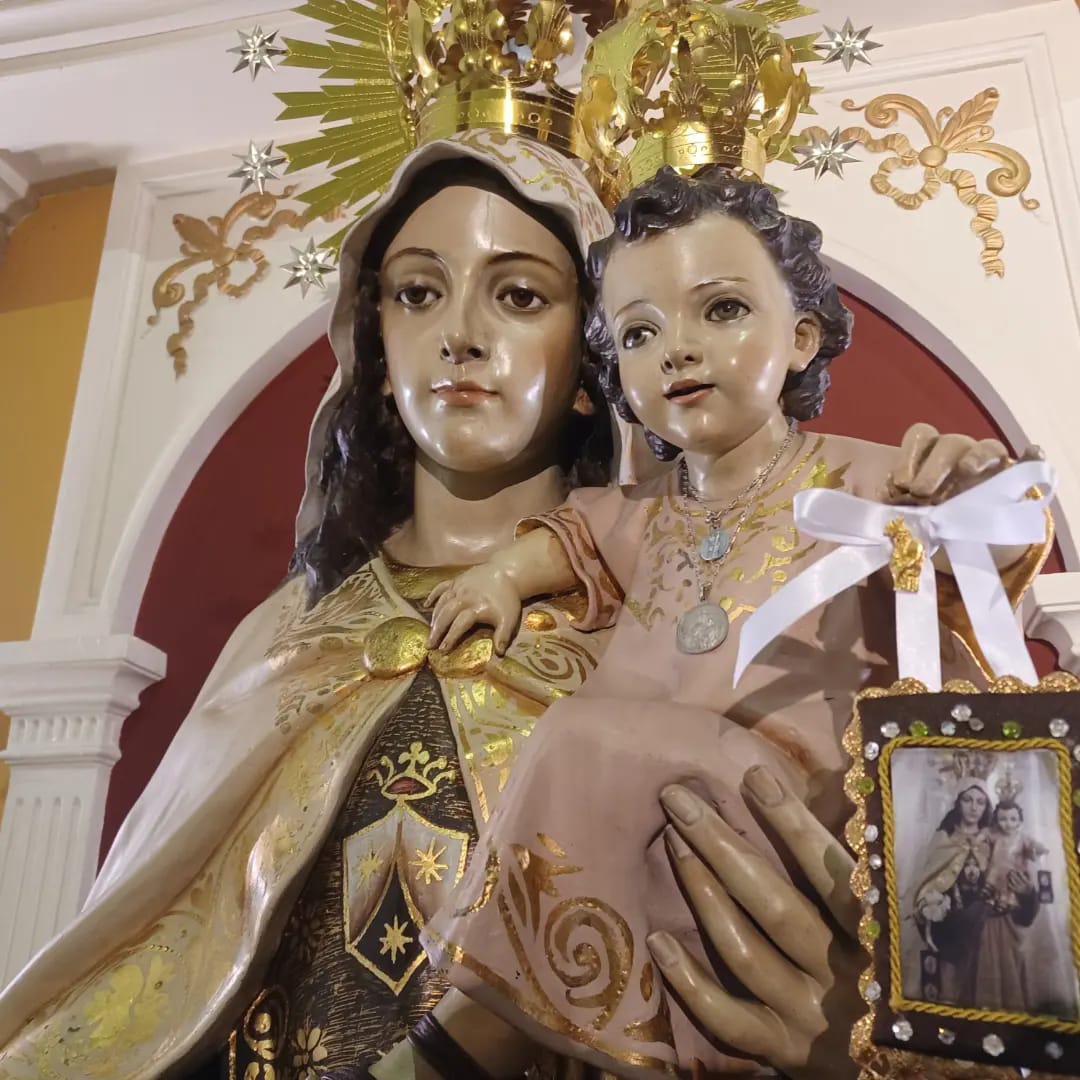
Virgen del Carmen (Vallecas, Madrid)